# Sévoflurane
Le sévoflurane est un agent anesthésique volatil de la famille des éthers halogénés utilisé pour l'induction et l'entretien des anesthésies générales. Sa bonne tolérance clinique et son comportement pharmacologique permettant un réveil rapide l'ont fait progressivement préférer, avec le desflurane, aux molécules plus anciennes (halothane, enflurane et isoflurane) dans les pays occidentaux.

## Histoire
Le sévoflurane est le plus récent des anesthésiques halogénés : il a été utilisé pour la première fois au Japon en 1990. 

## Propriétés
Le mode d'action du sévoflurane reste partiellement inconnu. Administré au masque grâce à un vaporisateur anesthésique, il est le plus souvent associé au protoxyde d'azote et à l'oxygène. Son odeur douce autorise son administration pour l'induction de l'anesthésie, ce qui fait de lui l'agent moderne de choix pour l'anesthésie des enfants, ou même des adultes (pusillanimité, capital veineux réduit...). Sa CAM est de 2 % vol. Initialement, son coût élevé était le principal obstacle à sa généralisation, ce n'est plus le cas dans les pays "riches". L'isoflurane  est encore souvent préféré pour des raisons économiques.

## Effets indésirables
La tolérance du sévoflurane est globalement très bonne. Comme tous les gaz halogénés le sévoflurane favorise une hypotension artérielle per-opératoire et augmente le risque de nausées et de vomissements post-opératoires. À ce jour la toxicité hépatique ou rénale du sévoflurane chez l'homme semble presque inexistante. Il est susceptible, chez les sujets prédisposés, de déclencher une crise d'hyperthermie maligne.

## Conséquences environnementales
Le potentiel de réchauffement global du sévoflurane est 130 fois plus élevé que celui du dioxyde de carbone. Celui-ci est cependant moindre que celui du desflurane, ce qui conduit certains anesthésistes du Canada à le préférer, « sauf certains cas précis ».